# 배세영
배세영(裵世英, ?~)은 대한민국의 영화 각본가이자 드라마작가이다.

## 집필 활동

### 영화
- 2007년 영화 《사랑방 선수와 어머니》 ... 각본
- 2009년 영화 《킹콩을 들다》 ... 각본
- 2010년 영화 《된장》 ... 각본
- 2011년 영화 《적과의 동침》 ... 각본
- 2012년 영화 《미쓰GO》 ... 각색
- 2013년 영화 《미나문방구》 ... 각본
- 2014년 영화 《우리는 형제입니다》 ... 각본
- 2018년 영화 《7년의 밤》 ... 윤색
- 2018년 영화 《바람 바람 바람》 ... 각본
- 2018년 영화 《원더풀 고스트》 ... 각본
- 2018년 영화 《완벽한 타인》 ... 각본
- 2019년 영화 《극한직업》 ... 각색
- 2022년 영화 《스텔라》 ... 각본
- 2020년 영화 《인생은 아름다워》 ... 각본
- 2024년 영화 《아마존 활명수》 ... 각본

### 드라마
| 연도 | 제목      | 방송사 | 유형 | 연출   | 비고             |
| ---- | --------- | ------ | ---- | ------ | ---------------- |
| 2023 | 나쁜 엄마 | JTBC   | 수목 | 심나연 | 첫 드라마 집필작 |

## 방송 활동
- 2011년 tvN SNL 코리아 시즌 1
- 2012년 tvN SNL 코리아 시즌 2, 여의도 텔레토비
- 2012년 tvN SNL 코리아 시즌 3, 여의도 텔리토비 리턴즈
- 2013년 채널A 니깜놀
- 2017년 tvN SNL 코리아 시즌 9,위캔드업데이트
- 2018년 tvN 빅포레스트 각색

## 수상 및 후보
| 연도 | 시상식              | 부문          | 제목      | 결과 |
| ---- | ------------------- | ------------- | --------- | ---- |
| 2024 | 제60회 백상예술대상 | TV부문 극본상 | 나쁜 엄마 | 미정 |